# Georg Weiner
Georg Weiner (n. 1927 – d. 1995) a fost un scriitor de limba germană, șvab originar din Banat.
Cu sprijinul a peste 160 de colaboratori, a cules folclor (povestiri, anecdote și poezii) în dialect șvăbesc din peste 70 de localități locuite de șvabii dunăreni din Bulgaria, Croația, România, Serbia și Ungaria, precum și de și de la foști locuitori ai acestora, emigrați în Brazilia și SUA.
A decedat în 1995, la vârsta de 67 de ani, înainte de a fi reușit să termine redactarea acestora pentru publicare. Soția sa, ajutată de fiice și nepot, au reușit să-i ducă munca la bun sfârșit, astfel că în 1997 rodul muncii sale a fost publicat postum, sub titlul Heitere Geschichten aus der Heimat der Donauschwaben.

## Scrieri
- Heitere Geschichten aus der Heimat der Donauschwaben (Povestiri vesele din patria șvabilor dunăreni),  301 p., Donauschwäbische Kulturstiftung, München, ianuarie 1997[3]